# Instytut Radioelektroniki i Technik Multimedialnych Politechniki Warszawskiej
Instytut Radioelektroniki i Technik Multimedialnych Politechniki Warszawskiej (IRE PW) – instytut naukowy i dydaktyczny Politechniki Warszawskiej, składa się z zakładów prowadzących działalność naukowo-badawczą i dydaktyczną.
Instytut wchodzi w skład Wydziału Elektroniki i Technik Informacyjnych; mieści się w Warszawie przy placu Politechniki w gmachu im. prof. Janusza Groszkowskiego.

## Historia
Wydział Elektryczny na Politechnice Warszawskiej powstał w 1921 roku. Jednym z dwóch oddziałów tego wydziału był Oddział Telekomunikacji w skład wchodziła sekcja Radiotechniki działająca od roku 1929. Po II wojnie światowej katedra Radiotechniki wznowiła działalność pod kierownictwem prof. Janusza Groszkowskiego. W 1966 r. Wydział Łączności przekształcono w Wydział Elektroniki. Instytut Radioelektroniki powstał 1 września 1970. W 2010 roku Instytut obchodził jubileusz 40-lecia.

## Struktura instytutu
Od 1 marca 2020 roku w skład Instytutu wchodzą następujące zakłady:
- Zakład Elektroakustyki
- Zakład Elektroniki Jądrowej i Medycznej
- Zakład Inżynierii Multimediów
- Zakład Radiokomunikacji i Radiolokacji
- Zakład Techniki Subterahercowej

W przeszłości w skład struktury instytutu wchodziły m.in.:
- Zakład Telewizji
- Zakład Radiokomunikacji
- Zakład Techniki Mikrofalowej i Radiolokacyjnej[5]

## Profesorowie Instytutu
- Stefan Darecki
- Jan Ebert
- Adam Fiok
- Wojciech Gwarek
- Stefan L. Hahn
- Juliusz Keller
- Waldemar Kiełek
- Zbigniew Kulka
- Romuald Litwin
- Aleksander Mac
- Ignacy Malecki
- Janusz Marzec
- Józef W. Modelski
- Roman Z. Morawski
- Tadeusz W. Morawski
- Stanisław Nowosielski
- Cezary Pawłowski
- Zdzisław Pawłowski
- Adam Piątkowski
- Edmund Porządkowski
- Stanisław Rosłoniec
- Wilhelm Rotkiewicz
- Stanisław Ryżko
- Władysław K. Skarbek
- Witold S. Straszewicz
- Wiesław Winiecki
- Jacek M. Wojciechowski
- Yevhen Yashchyshyn
- Jan Żera

Źródło: 